# Wabua halifax
Wabua halifax là một loài nhện trong họ Stiphidiidae.
Loài này thuộc chi Wabua. Wabua halifax được V. T. Davies miêu tả năm 2000.